# Kamkofta
Kamkofta eller kamkrage  är en kort cape att lägga som skydd runt axlarna när man skall frisera håret. Den blev på 1800-talet en kraglös liten jacka, och senare den skyddande nyloncape man bär hos frisörer.